# CARIFESTA

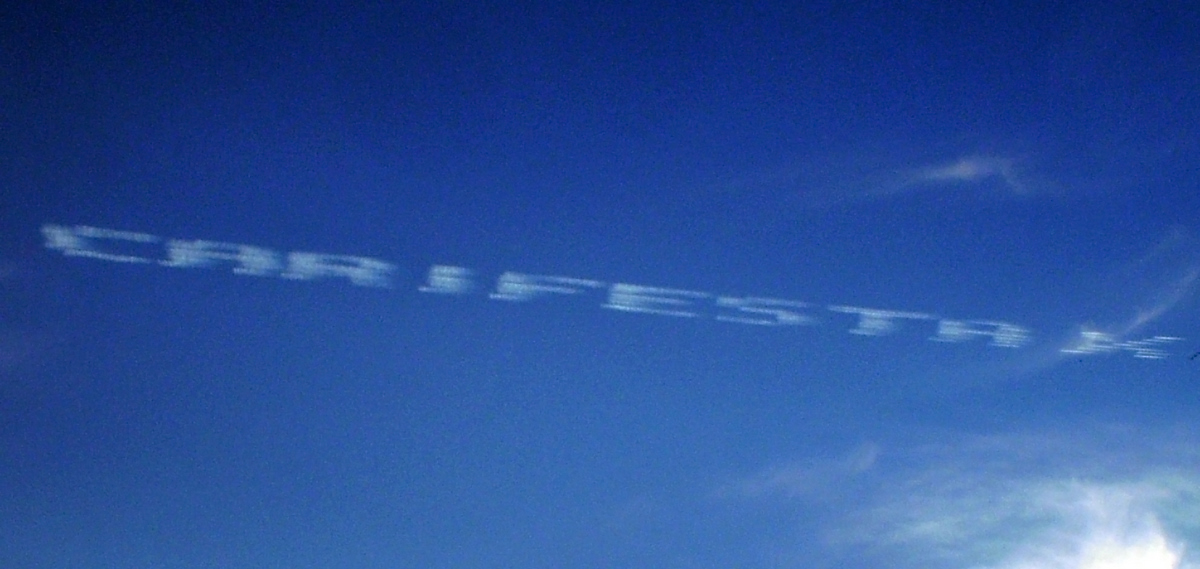
Los cielos en un evento CARIFESTA

CARIFESTA (Acrónimo de Caribeean  Festival of Arts) o Festival de Artes del Caribe es un evento multicultural realizado periódicamente, cada 3 o 4 años,  por los países del CARICOM y del Caribe con el objetivo de reunir escritores, artistas, músicos y exhibir la manifestaciones folclóricas y culturales de la región.
La primera CARIFESTA se llevó a cabo en Georgetown, Guyana en 1972. Este primer evento fue organizado por el líder guyanés Forbes Burnham, quién se inspiró en el Festival de Artes del Caribe realizado en Puerto Rico en el año de 1952.
Hasta la fecha se han realizado 9 Carifestas; Guyana se está preparando para organizar en 2008 la décima Carifesta.
| Lista de Carifestas y sus sedes |                  |                        |
| Carifesta                       | Fecha            | Sede                   |
| Carifesta 1972                  | ago 25 - sept 15 | Guyana                 |
| Carifesta 1976                  | julio 23 – ago 2 | Jamaica                |
| Carifesta 1979                  | -                | Cuba                   |
| Carifesta 1981                  | julio 19 – ago 3 | Barbados               |
| Carifesta 1992                  | ago 22 - 28      | Trinidad y Tobago      |
| Carifesta 1995                  | agosto           | Trinidad y Tobago      |
| Carifesta 2000                  | ago 17 - 26      | San Cristóbal y Nieves |
| Carifesta 2003                  | ago 25 - 30      | Surinam                |
| Carifesta 2006                  | septiembre       | Trinidad y Tobago      |
| Carifesta 2008                  | agosto           | Guyana                 |
| Carifesta 2010                  | -                | Sin dfinir             |